# Sally Line
Sally Line (manchmal auch als Sally Ferries UK bezeichnet) war eine britische Fährgesellschaft, die Fährverkehr im Ärmelkanal und auf der Nordsee abwickelte.

## Geschichte
Die Sally Line wurde 1981 von Michael Kingshott als Tochterunternehmen der finnischen Rederi Ab Sally gegründet. Sie wurde zunächst als Sally Viking Line, mit den Firmenfarben der im Ostseeverkehr aktiven Muttergesellschaft Viking Line vermarktet. Auch die eingesetzten Schiffe trugen Namen mit der Bezeichnung Viking.
Im Jahre 1987 wurde die Rederi Ab Saylly, einschließlich der Sally Line, an die Unternehmen Effoa and Johnson Line verkauft. In Folge wurden auch die Flottenfarbe und die Namen der Schiffe geändert, die fortan jeweils mit Sally begannen. Das Unternehmen betrieb dann zwischen 1993 to 1998 als Sally Line eine Fährlinie des australischen Unternehmens Holyman Sally Line vom britischen Ramsgate nach Dünkirchen. Dies endete, als Holyman im Zuge einer Partnerschaft mit Hoverspeed seine Aktivität nach Dover verlagerte. Kurz vor Ende seines Bestehens passte das Unternehmen seine Flottenfarbe und sein Logo an das der Silja Line, eine andere Fährgesellschaft im Besitz von Effoa und Johnson Line, an. Im Jahr 1998 stellte Sally Line den Fährverkehr ein.